# Mohamed Laqhila
Mohamed Laqhila, né le 3 août 1959 à Oulmès (Maroc), est un homme politique français.

## Biographie
Son père est un ouvrier immigré marocain. Il est diplômé de 3e cycle « monnaie banque finance » à l'université d'Aix en Provence. 
Expert comptable depuis 1991, marié et père de trois enfants, il a été président de l'Ordre des experts-comptables de la région PACA de 2012 à 2016 puis président de la fédération nationale des experts-comptables et commissaires aux comptes, dont il démissionne à la suite de son élection comme député. Au Conseil supérieur de l'Ordre des experts-comptables, il a longtemps été responsable de la Commission développement durable et RSE (Responsabilité Sociétale des Entreprises)[réf. souhaitée]. 
Il est élu député de la onzième circonscription des Bouches-du-Rhône lors des élections législatives de 2017 pour le Mouvement démocrate avec 50,95 % des voix au second tour.
Dans sa déclaration d'intérêts et d'activité enregistrée par la Haute Autorité pour la transparence de la vie publique en février 2018, il indique être membre du conseil d'administration de plusieurs organismes et sociétés, et détenir des participations financières directes dans le capital de plusieurs sociétés à hauteur de 3,6 millions d'euros.
Signataire et porteur d'un amendement adopté en séance plénière le 15 novembre 2019, et qui permettait le maintien de l'huile de palme parmi les agrocarburants jusqu'en 2026 (et donc octroyait un avantage fiscal estimé entre 70 et 80 millions d’euros par an pour Total), il souhaite « accompagner l’industriel Total dans son investissement »,. L'adoption de l'amendement suscite une vive émotion, et lors d'un second vote le lendemain, le même amendement est rejeté.
Tête de liste aux municipales à Aix-en-Provence en 2020, il n'obtient que 553 voix, soit 1,76 %.
Il est réélu député en 2022. Candidat à sa succession lors des élections législatives de 2024, il arrive en troisième position au premier tour et décide de retirer sa candidature pour faire barrage au candidat du Rassemblement national. C'est le candidat socialiste, Marc Pena, qui lui succède.